# Mauro Piacenza
Mauro Piacenza (Génova, 15 de septiembre de 1944) es un cardenal católico italiano, actualmente Penitenciario Mayor emérito.

## Biografía

### Sacerdote
Fue ordenado sacerdote en su diócesis el 21 de diciembre de 1969 por el cardenal Giuseppe Siri. Ocupó tras su ordenación los cargos de vicario de la parroquia de Santa Inés y de Nuestra Señora del Monte Carmelo, confesor en el Seminario Mayor Arquidiocesano y el capellán de la Universidad de Génova. 
Fue sucesivamente: delegado del Arzobispo para el profesorado de la Universidad, docente de derecho canónico en la Facultad de Teología del Norte de Italia, juez del tribunal eclesiástico diocesano, Asistente Diocesano del Movimiento Eclesial de Compromiso Cultural, profesor de cultura contemporánea y de historia del ateísmo en el Instituto Superior de Ciencias Religiosas "Ligure" y de teología dogmática en el Instituto Diocesano de Teología para Laicos "Didascaleion" y profesor de religión en algunas universidades del estado. 
En el año 1986 fue nombrado canónigo de la Catedral de San Lorenzo de Génova. 
En 1990 es llamado a la Santa Sede para trabajar en la Congregación para el Clero, de la que fue nombrado Jefe de la oficina el 25 de noviembre de 1997 y posteriormente subsecretario de la misma el 11 de marzo de 2000. 

### Episcopado
El 13 de octubre de 2003 el papa Juan Pablo II lo nombró presidente de la Pontificia Comisión para los Bienes Culturales de la Iglesia elevándolo al rango de obispo con bajo la Sede titular de Vittoriana. Fue ordenado obispo el 15 de noviembre del mismo año por el cardenal Tarcisio Bertone. El 28 de agosto de 2004 fue nombrado, también, presidente de la Pontificia Comisión de Arqueología Sacra. 
El 7 de mayo de 2007 el papa Benedicto XVI le nombró secretario de la Congregación para el Clero y, al mismo tiempo, elevado al rango de arzobispo. 

### Cardenal
El 7 de octubre de 2010 fue nombrado por el papa Benedicto XVI prefecto de la Congregación para el Clero y presidente del Consejo Internacional para la Catequesis, sustituyendo el cardenal Claudio Hummes. 
El papa Benedicto XVI le elevó a cardenal en el consistorio del 20 de noviembre de 2010, asignándole la diaconía de San Pablo en las Tres Fuentes.
El 21 de septiembre de 2013 fue nombrado penitenciario mayor por el papa Francisco, siendo confirmado en el cargo donec aliter provideatur el 21 de septiembre de 2018.
El 6 de septiembre de 2014 fue nombrado miembro de la Congregación para las Causas de los Santos ad quinquennium.
El 6 de septiembre de 2016 fue confirmado como miembro de la Congregación para el Culto Divino y la Disciplina de los Sacramentos, hasta 2022.
El 2 de junio de 2020 fue confirmado como miembro de la Congregación para las Causas de los Santos usque ad octogesimum annum.
El 3 de mayo de 2021, durante un Consistorio presidido por el papa Francisco, es promovido a la Orden de los Presbíteros manteniendo la Diaconía elevada pro hac vice a título cardenalicio.
El 6 de abril de 2024 cesó en el cargo de Penitenciario Mayor, por límite de edad.

## Obras
- Piacenza, Mauro (2013). El sello: Cristo, fuente de identidad del sacerdote. Palabra. ISBN 9788498408379.
- Piacenza, Mauro (2013). La Presbyterorum ordinis 50 años después. Palabra. ISBN 9788498409659.